# Johan Kullberg

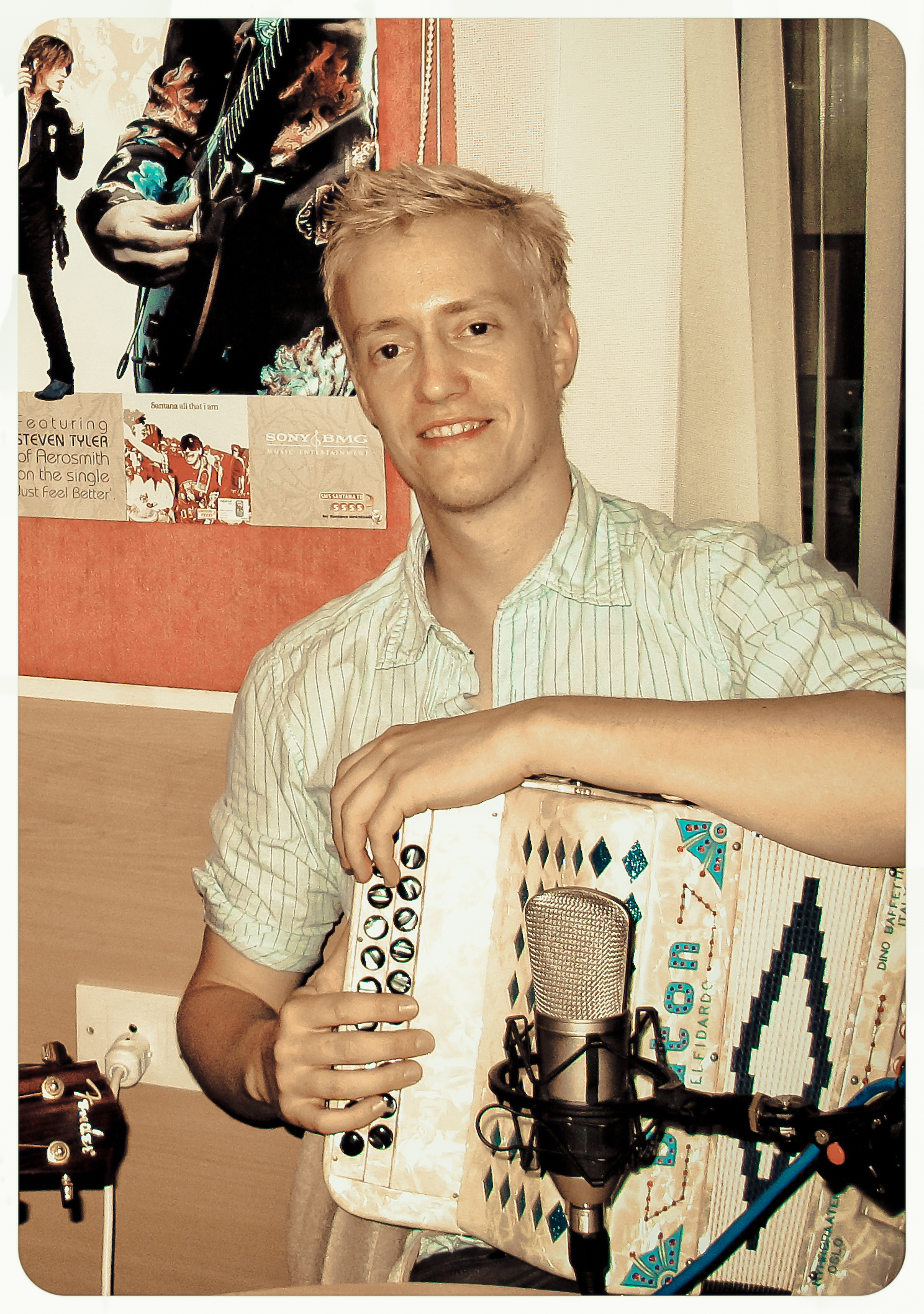
Johan Kullberg

Johan Martin Kullberg är en svensk musiker, låtskrivare och dragspelare från Alingsås. 
Vid tre års ålder började han spela tvåradigt durspel och har sedan dess vunnit inte mindre än tre nordiska mästerskapstitlar i rad men även uppträtt ofta i skandinavisk TV och radio och turnerat i länder från USA till Ryssland, Indien och Grönland.
Musikstilar som Kullberg spelar är folkmusik, pop, rock, gammeldans och dataspelsmusik.
Han har spelat i banden Gameboj Hitparade, ORUST, Den Atlantiska Orkestern, Fett med Sylt, Johan Kullberg and his Rumble Band, Johan & Markus och samarbetat med många andra musiker.

## Utmärkelser
- 2002 - Västra Götalandsregionens kulturstipendium
- 2001 - SKAP 75år jubileums stipendium
- 1997 - SDR ungdomstipendium
- 1996 - Alingsås kommuns kulturstipendium
- 1997 - Musik Direkt riksfinal vinnare med Gameboj Hitparade
- 1997 - Nääs stipendium
- 1995-1998 - Trefaldig nordisk mästare på durspel
- 1989 - Vinner talangjakten "Nya Ansikten"
- 1987 - Vinner talangjakten "De okändas revy" på Liseberg

## TV
- Nygammalt
- Oldsberg för Närvarande
- Söndags Öppet
- Fredags Chansen
- Disney Dags
- Caféprogram
- ZTV Sommar Special
- SKAP 75 års Jubileum

## Diskografi - urval
- 2006 - Tjo - ORUST
- 2004 - Summer Senses - Gameboj Hitparade
- 2001 - Nordiskt mästarmöte - Samling
- 1999 - White album - Gameboj Hitparade
- 1998 - Frispel - Gameboj Hitparade
- 1997 - Glada toner i fina spel - Gameboj Hitparade
- 1994 - Solstrålar
- 1989 - Full fart med Johan